# 20 Greatest Hits (альбом The Beatles)
20 Greatest Hits (с англ. — «20 величайших хитов») — альбом-компиляция песен группы The Beatles, которые были «номером один» в чартах Великобритании и США, выпущен 11 октября 1982 года лейблом Capitol в США и 18 октября лейблом Parlophone в Великобритании.

## Об альбоме
Сборник 20 Greatest Hits был издан, чтобы отметить двадцатую годовщину первого издания записей The Beatles, сингла «Love Me Do» в Великобритании в 1962. Это был последний альбом записей The Beatles, где были различия в британской и американской версиях альбома (некоторые хиты The Beatles, выпущенные в США, не выходили как синглы в Великобритании — такие, как «Eight Days a Week» и «Yesterday»).
В американский альбом (номер по каталогу SV 12245) была включена пятиминутная урезанная в целях экономии времени версия «Hey Jude»; это версия 1968 года, когда она была создана для использования Capitol Records на четырёхдюймовых гибких грампластинках (англ. Flexi-disc), называвшихся «Pocket Disc» (с англ. — «карманный диск»), которые продавались в то время через торговые автоматы (англ. vending machine). На издании в США на магнитофонных кассетах, не имевших таких ограничений по времени, как LP-альбомы на виниле, была помещена нормальная не сокращённая версия длиной 7 минут.
В американской версии этого альбома, которая была выпущена в Канаде, перечень треков не отображает точно те песни, которые были «номером один» в чартах этой страны: например, «Can't Buy Me Love» добралась только до 3-го места в канадском чарте синглов CHUM, а действительно занимавшие первые позиции в Канаде песни «All My Loving» и «This Boy» в альбоме отсутствуют.
В Австралии была выпущена альтернативная 23-трековая версия этого альбома с бонусным мини-альбомом, под названием The Number Ones.
Выпущенная в Новой Зеландии версия совпадает с американской, хотя сначала новозеландский филиал EMI хотел выпустить британскую версию альбома. Наружные обложки для альбома были напечатаны в Новой Зеландии, а внутренние конверты (англ. inner sleeve) — импортированы из США.
На первоначальных тиражах альбома случайно было указано ошибочное время звучания песни «Yesterday» — 1 минута 4 секунды. На последующих тиражах было указано правильное время — две минуты 4 секунды.
Этот однодисковый виниловый сборник позднее был вытеснен из зоны интересов публики с появлением в 2000 году вышедшего на CD-диске альбома 1 с 27 песнями The Beatles, которые являлись «номером один» в чартах по обе стороны Атлантики.

## Уникальные миксы
На американском альбоме впервые (в изданиях для США) были помещены миксы песен «I Want To Hold Your Hand» и «I Feel Fine» в «истинном стереозвуке» (англ. true stereo) (до того в США выпускались только «псевдо-стерео» миксы этих песен, полученные из моно-миксов).

## Список композиций
Все песни написаны Джоном Ленноном и Полом Маккартни.

### Версия для Великобритании
Сторона 1
1. «Love Me Do»
2. «From Me to You»
3. «She Loves You»
4. «I Want to Hold Your Hand»
5. «Can't Buy Me Love»
6. «A Hard Day’s Night»
7. «I Feel Fine»
8. «Ticket to Ride»
9. «Help!»
10. «Day Tripper»
11. «We Can Work It Out»

Сторона 2
1. «Paperback Writer»
2. «Yellow Submarine»
3. «Eleanor Rigby»
4. «All You Need Is Love»
5. «Hello, Goodbye»
6. «Lady Madonna»
7. «Hey Jude»
8. «Get Back»
9. «The Ballad of John and Yoko»

### Версия для США
Сторона 1
1. «She Loves You»
2. «Love Me Do»
3. «I Want to Hold Your Hand»
4. «Can't Buy Me Love»
5. «A Hard Day’s Night»
6. «I Feel Fine»
7. «Eight Days a Week»
8. «Ticket to Ride»
9. «Help!»
10. «Yesterday»
11. «We Can Work It Out»
12. «Paperback Writer»

Сторона 2
1. «Penny Lane»
2. «All You Need Is Love»
3. «Hello, Goodbye»
4. «Hey Jude» (отредактированная версия, укороченная до 5:05)
5. «Get Back»
6. «Come Together»
7. «Let It Be»
8. «The Long and Winding Road»

### Версия для Европы
Сторона 1
1. «Love Me Do»
2. «From Me to You»
3. «The Fool on the Hill»
4. «I Want to Hold Your Hand»
5. «Can't Buy Me Love»
6. «A Hard Day’s Night»
7. «Eight Days a Week»
8. «Day Tripper»
9. «We Can Work It Out»

Сторона 2
1. «Paperback Writer»
2. «Yellow Submarine»
3. «Eleanor Rigby»
4. «All You Need Is Love»
5. «Help!»
6. «Yesterday»
7. «Hey Jude» (отредактированная версия, укороченная до 5:05)
8. «Don’t Let Me Down»
9. «She Loves You»
10. «Let It Be»
11. «The Long and Winding Road»

## Положение в чартах
| Чарт (1982/83)  | Макс. позиция |
| --------------- | ------------- |
| UK Albums Chart | 10            |
| Billboard 200   | 50            |